# LocalWiki
LocalWiki è un progetto collaborativo per la raccolta e libera fruizione di informazioni delle comunità locali. I fondatori di LocalWiki sono Mike Ivanov e Philip Neustrom, creatori di DavisWiki, organizzazione no-profit con sede a San Francisco.
LocalWiki è sia il nome del progetto che del software.

## Storia
Ivanov e Neustrom diedero vita a DafisWiki nel 2004, un progetto per raccogliere informazioni sulla città di Davis, in California, liberamente modificabile , e che presto divenne una comunità Wiki vasta e particolarmente attiva. Sumstime dir due fondatori, era arrivata ad utilizzarlo circa la metà dei residenti.
Nel 2010, il sito ha ricevuto un premio di 350000 $ dal John S. e James L. Knight Foundation, organizzazione no-profit. Ricevuto il premio, avviarono sul sito di Kickstarter una raccolta fondi di ulteriori 25.000 dollari per sostenere la crescita del sito, accumulati dopo breve tempo.
Nel dicembre 2011, il progetto ha annunciato la sua prima "focus comunity" a Denton, in Texas. Il secondo incontro ha avuto luogo a Durham, nella Carolina del Nord, con una base iniziale di informazioni sui trasporti e parchi disponibili, e l'obiettivo di aggiungere informazioni sugli eventi storici.
Il progetto LocalWiki di Oakland, in California, è manutenuto da un gruppo di volontari che si incontrano a cadenze regolari, per collaborare sulle informazioni storiche. Una organizzazione no-profit di Tallahassee in Florida ha dato il proprio aiuto iniziale alla nascita di TallahasseeWiki, in base alle conoscenze possedute dagli abitanti.
Nel 2012, LocalWiki ha pubblicato una mappa geografica in alta definizione del continente antartico, visibile sul sito "Antarctica", basato su LocalWiki.

## Funzionalità
LocalWiki utilizza una modalità di editing grafico, che facilita la modifica delle voci. LocalWiki permette la creazione di mappe geografiche con relativi campi testuali.
Il sito è scritto in linguaggio Python, con alcune personalizzazioni, e metodologia di sviluppo Django. Non richiede l'apprendimento di un linguaggio di mark-up (per quanto minimo)., PostGIS, Lucene per le funzionalità di ricerca.

## Comunita e siti LocalWiki
Al 2013 le principali comunità che utilizzavano LocalWiki, erano: Contea di Santa Cruz, il Research Triangle (Piedmont, Stati Uniti), Denton (Texas), Ann Arbor (in Michigan), e Tokyo.